# منظمات حماية المستهلك
منظمات حماية المستهلك هي جماعات دفاع تسعى إلى حماية الناس من الانتهاكات التي ترتكبها الشركات على سبيل المثال المنتجات الغير آمنة، الإقراض المُجحف، الإعلانات الكاذبة، الدعاية الشعبية الزائفة والتلوث.
ويمكن أن تعمل هذه المنظمات من خلال الاحتجاجات، الدعاوى القضائية، الحملات الإعلانية أو ممارسة الضغط السياسي. قد تشارك هذه المنظمات في الدفاع عن قضية واحدة (على سبيل المثال: الحملة البريطانية للخمر الحقيقي (CAMRA) حيث نظمت الحملة ضد البيرة المبسترة ومن أجل بيرة البراميل التقليدية) قد يضعون أنفسهم كجهات مراقبة لحماية المستهلك بشكل عام، مثل رابطة المستهلكين في المملكة المتحدة.
هي أحد الطرق الشائعة لتزويد المستهلك بالمعلومات المفيدة مثل استطلاع الرأي المقارن والمستقل أو إجراء اختبار للمنتجات أو الخدمات، والتي تشمل المصانع والشركات المختلفة (مثل ويتش؟، تقارير المستهلك، إلخ).
وتعمل منظمات حماية المستهلك في مجال آخر وهو سلامة الغذاء. ومن الصعب التوفيق بين احتياجات الحملات في هذا المجال وأساليبها التقليدية، حيث أن الأدلة العلمية أو الغذائية أو الطبية عادة ما تكون أكثر تعقيدًا من غيرها في المجالات الأخرى، مثل السلامة الكهربائية للأجهزة البيضاء. المعايير الحالية حول الوضع الإلزامي للبطاقات التعريفية على المنتجات، في الدول النامية، اتخذت شكلاً جزئياً من خلال ممارسة الضغط من قبل مجموعات من المستهلكين.
قد يكون الهدف من منظمات حماية المستهلك هو تأسيس أو محاولة فرض حقوق المستهلك. والقيام أيضاً بعمل فعال، من خلال التهديد بالقيام بالدعاية السيئة من أجل تركز الشركات على آراءالمستهلكين.
وتحاول منظمات حماية المستهلك خدمة مصالح المستهلك من خلال الأعمال المباشرة النسبية مثل إنشاء و/أو نشر معلومات عن السوق، حظر الأفعال أو الممارسات الخاصة، أو تشجيع القوى التنافسية في الأسواق والتي تؤثر على المستهلكين بصورة مباشرة أو غير مباشرة (مثل وسائل المواصلات، الكهرباء، الاتصالات، إلخ).